# Flagel·lina

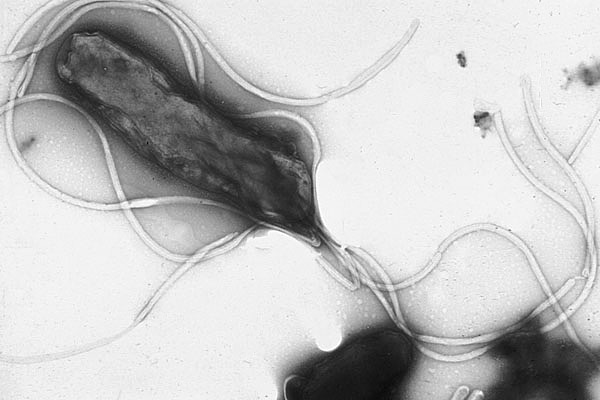
Micrografia TEM dHelicobacter pylori revelant la presència de molts flagels bacterians.

La flagel·lina és una proteïna que s'autoorganitza en un cilindre buit per formar el filament en flagel bacterià que sol tenir una massa molecular d'entre 30 a 60 kDa. La flagel·lina és el constituent principal de flagel bacterial, i és present en quantitats grans en gairebé tots els bacteris flagel·lats.

## Estructura
L'estructura de la flagel·lina és responsable de la forma helicoïdal del filament flagel·lar, que és important per a la seva funció pròpia. Els extrems N i C terminals de la flagel·lina formen el nucli intern de la proteïna i és responsable de l'habilitat de la flagel·lina per polimeritzar per a formar el flagel bacterià. La porció central de la proteïna constitueix la superfície exterior pel filament flagel·lar. Mentre l'extrem C terminal de la proteïna és bastant similar entre tots els flagels bacterians, la porció central és variable de manera natural entre les diferents espècies.

## Resposta immunitària

### En mamífers
Els mamífers sovint han adquirit respostes immunitàries (T-cell i respostes d'anticossos) a bacteri flagellats acudeix sovint a antígens flagel·lars. Alguns bacteris es poden canviar entre gens de la flagel·lina múltiples per eludir aquesta resposta.
La propensió de la resposta immunitària a flagel·lina pot ser explicada per dos fets:
- Primer, flagel·lina és una proteïna extremadament abundant en bacteris flagel·lats.
- En segon lloc, existeix un receptor immune innat específic que reconeix la flagel·lina, del tipus receptor de peatge tipus 5 (TLR5).

### En plantes
A més a més se sap que una seqüència de 22 aminoàcids (flg22) de la part de N-terminal conservada de la flagel·lina activa mecanismes de defensa de la planta. La percepció de flagel·lina en Arabidopsis thaliana funciona mitjançant el receptor anàleg a cinasa, FLS2 (flagellin-sensitive-2)), la proteïna-cinasa activada per mitogen, que actua com a compost de senyalització i més de 900 gens s'afecten al tractament de flg22. La preestimulació amb un pèptid flg22 sintètic condueix a la resistència realçada contra invasions bacterianes.